# كاتي كيتامورا
كاتي كيتامورا (بالإنجليزية: Katie Kitamura)‏ (1979، كاليفورنيا في الولايات المتحدة)؛ روائية أمريكية.

## روابط خارجية
- كاتي كيتامورا على موقع IMDb (الإنجليزية)